# Freddy Johnson
Freddy Johnson, auch Freddie Johnson (* 12. März 1904 in New York City; † 23. März 1961 ebenda) war ein US-amerikanischer Jazz-Pianist, Sänger und Bandleader des Swing.

## Leben
Johnson begann seine Karriere als Begleitmusiker bei Florence Mills; 1924 gründete er seine eigene Band. 1925 arbeitete er mit Elmer Snowden und 1926 mit Billy Fowler. Nach kurzer Zusammenarbeit mit Henri Saparo und Noble Sissle wurde er Mitglied der Band von Sam Wooding, mit der er im Juni 1928 nach Europa kam. 1929 trennte er sich von Wooding und blieb in Paris, um dort als Solist aufzutreten. In dieser Zeit arbeitete er auch mit Arthur Briggs und stellte eine eigene Jazzformation zusammen, mit der er auch Marlene Dietrich begleitete. 1933/34 spielte Johnson in der Band des Sängers Freddy Taylor; im Februar 1934 verließ Johnson Paris und arbeitete in Belgien und in den Niederlanden. 
Mitte der 1930er Jahre wirkte er an Aufnahmen des Quintette du Hot Club de France mit. In Amsterdam leitete er mit Lex Van Spall gemeinsam ein Ensemble; im Negro Palace spielte er im Trio mit Coleman Hawkins. Später spielte er mit Max Woiski in seinem eigenen Club La Cubana in Amsterdam. In diesem Club trat er bis zum 11. Dezember 1941 auf, bis er nach der deutschen Kriegserklärung an die Vereinigten Staaten von den Nationalsozialisten verhaftet wurde. Wegen seiner amerikanischen Staatsbürgerschaft wurde er als Feind angesehen und war von Januar 1942 bis Februar 1944 in Bayern interniert; danach wurde er ausgetauscht und gelangte in die Vereinigten Staaten zurück.
Nach seiner Rückkehr arbeitete er mit George James; 1944 wurde er Mitglied der Band von Garvin Bushell in New York. Ende der 1940er Jahre und Anfang der 1950er Jahre arbeitete er zumeist als Klavier- und Gesangslehrer; daneben hatte er einige Auftritte als Solist im Club Well’s New York. 1959 kehrte er nach Europa im Rahmen der Free and Easy Show zurück und trat drei Wochen in den Niederlanden auf.
Nach Ausbruch einer Krebserkrankung musste er im Herbst 1960 ein Krankenhaus in Kopenhagen aufsuchen; nach seiner Rückkehr nach New York starb er im März 1961 im St. Barnabas Hospital.

## Lexigraphische Einträge
- John Chilton Who’s Who of Jazz – Storyville to Swingstreet, ISBN 0306802430, Seite 169
- Leonard Feather, Ira Gitler: The Biographical Encyclopedia of Jazz. Oxford University Press, New York 1999, ISBN 0-19-532000-X.